# Zebu
Zebu (Bos primigenius indicus, sau Bos indicus, sau Bos taurus indicus), uneori cunoscut sub numele de bovină indiană, bovină săritoare sau Brahman, este o specie sau sub-specie de bovină domestică originară din Asia de Sud. Zebu sunt caracterizate printr-o cocoașă de grăsime pe umerii lor, urechi blegi și o salbă mare. Ele sunt bine adaptate la a rezista la temperaturi ridicate și sunt crescute în toate țările tropicale, atât ca Zebu pur cât și ca metiși cu vitele taurine, celălalt tip principal de bovine domestice. Zebu sunt folosite pentru arat, ca vaci de lapte, pentru carnea lor, precum și pentru produse secundare, cum ar fi piei brute și bălegar de combustibil și gunoi de grajd. Unele sunt agresive.